# Селянское сельское поселение (Тверская область)
Селя́нское се́льское поселе́ние — упразднённое муниципальное образование в составе бывшего Нелидовского района Тверской области.
Центр поселения — деревня Сёлы.
Образовано в 2005 году, включило в себя территорию Селянского сельского округа. С 2018 года упразднено и стало частью единого Нелидовского городского округа.

## Географические данные
- Общая площадь: 149,6 км²
- Нахождение: восточная часть Нелидовского района
  - Граничит:
    - на севере — с Высокинским СП
    - на востоке — с Оленинским районом, Мостовское СП
    - на юге — с Новосёлковским СП
    - на западе — с Нелидовским СП

Основные реки — Вяземка и Межица.

## Экономика
Основные сельхозпредприятия — колхоз «Советская Россия», (переименован в «Селянский»).

## Население
Общая численность поселения (по состоянию на 01.01.2012) — 864 чел.

## Населенные пункты
На территории поселения находятся следующие населённые пункты:
| №  | Тип нп | Название   | Население (2002 год) |
| -- | ------ | ---------- | -------------------- |
| 1  | дер.   | Сёлы       | 378                  |
| 2  | дер.   | Алексеево  | 11                   |
| 3  | дер.   | Борщевка   | 23                   |
| 4  | дер.   | Вяземка    | 13                   |
| 5  | дер.   | Глужнево   | 3                    |
| 6  | дер.   | Голосово   | 34                   |
| 7  | дер.   | Каменка    | 20                   |
| 8  | дер.   | Каменца    | 2                    |
| 9  | дер.   | Карпово    | 95                   |
| 10 | дер.   | Козлово    | 17                   |
| 11 | дер.   | Кошелево   | 5                    |
| 12 | дер.   | Лемешиха   | 23                   |
| 13 | дер.   | Макруша    | 4                    |
| 14 | дер.   | Михайловка | 7                    |
| 15 | дер.   | Можайка    | 0                    |
| 16 | дер.   | Паникля    | 48                   |
| 17 | дер.   | Прохорово  | 13                   |
| 18 | дер.   | Шарыкино   | 9                    |

Ранее исчезли деревни: Маковье, Кубышка, Большая и Малая Вязовка, Шарапановка, Межница, Пустошка, Лужа;

хутора: Маренинские (Мареница), Селянские, Красный Факел, Зимуха, Красницы
В деревнях Вяземка и Карпово — братские могилы воинов, павших в годы Великой Отечественной войны.

## История
В XIX-начале XX века территория поселения входила в Бельский уезд Смоленской губернии. После ликвидации губерний в 1929 году территория поселения входила в Западную область(до 1935 г.). После образования Калининской области — в составе Нелидовского района. С 1944 по 1957 год относилась к Великолукской области.

## Известные люди
- Соколов Михаил Егорович — герой Советского Союза.